# Aardgaswinning in Nederland

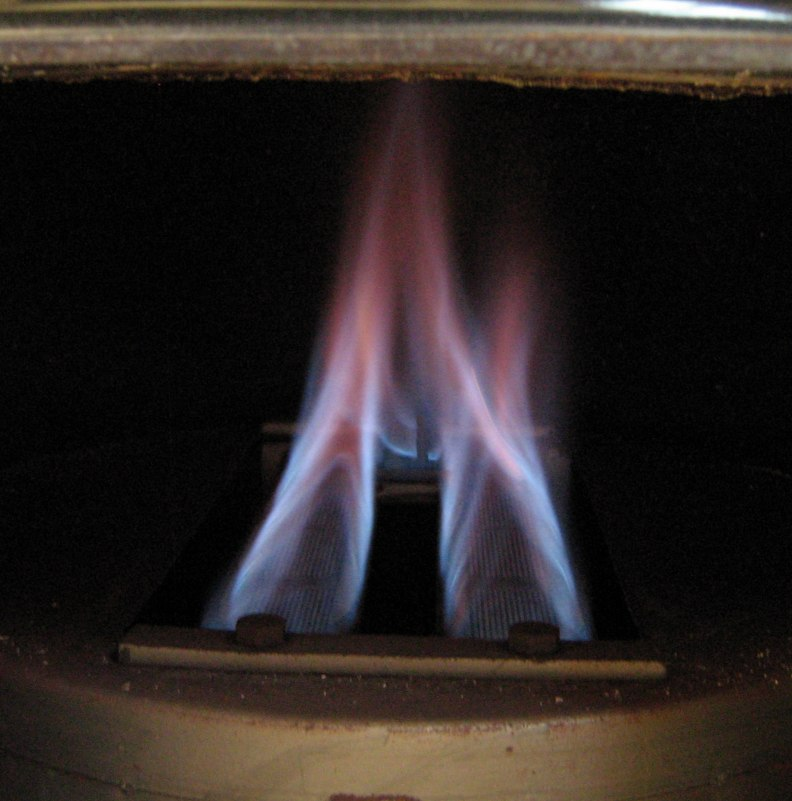
Gasvlam

Aardgaswinning is het produceren en behandelen van aardgas uit een gasveld. Dit artikel beschrijft de aardgaswinning in Nederland.

## Geschiedenis
In 1948 vond de Nederlandse Aardolie Maatschappij (NAM) economisch winbare voorraden aardgas in enkele kleinere gasvelden nabij Coevorden in Drenthe. Verder werd er ook gas gevonden in de Wijk (1949), Staphorst (1950), Wanneperveen, Tubbergen (1951) en Denekamp (1952). 
Coevorden was in 1951 de eerste gemeente in Nederland die aardgas kreeg geleverd. In de jaren 1952-1959 werd in veel gemeenten in de provincies Groningen,  Friesland, Drenthe, Overijssel en een gedeelte van Gelderland het lichtgas vervangen door het goedkopere gas uit de aardgasbronnen in Drenthe en Overijssel. In de stad Groningen werd het aardgas nog een tijdlang gemengd met lichtgas, maar in 1964 begon ook daar de ombouw naar puur aardgas.  
Op 29 mei 1959 werd in Kolham bij Slochteren het eerste Groningse gas ontdekt, deel van het aardgasveld van Slochteren. Deze vondst leidde tot het besluit om geheel Nederland aan te sluiten op aardgas. Op 22 juli om 06.33 uur werd het eerste gas gewonnen. Het gas, onder de akker van boer K.P. Boon, zat 2659 meter diep. Pas jaren later bleek hoe groot de aangeboorde bel was; het bleek minstens 2700 miljard kubieke meter te zijn.
Op 9 december 1963 begon, na ruim drie jaar voorbereiding, de distributie van het aardgas dat afkomstig was uit Slochteren. Gemeenten in de provincie Groningen werden toen als eerste aangesloten.
De gasbel is als een van de vijftig thema's opgenomen in de canon van Nederland van de commissie-Van Oostrom.

## Concessies

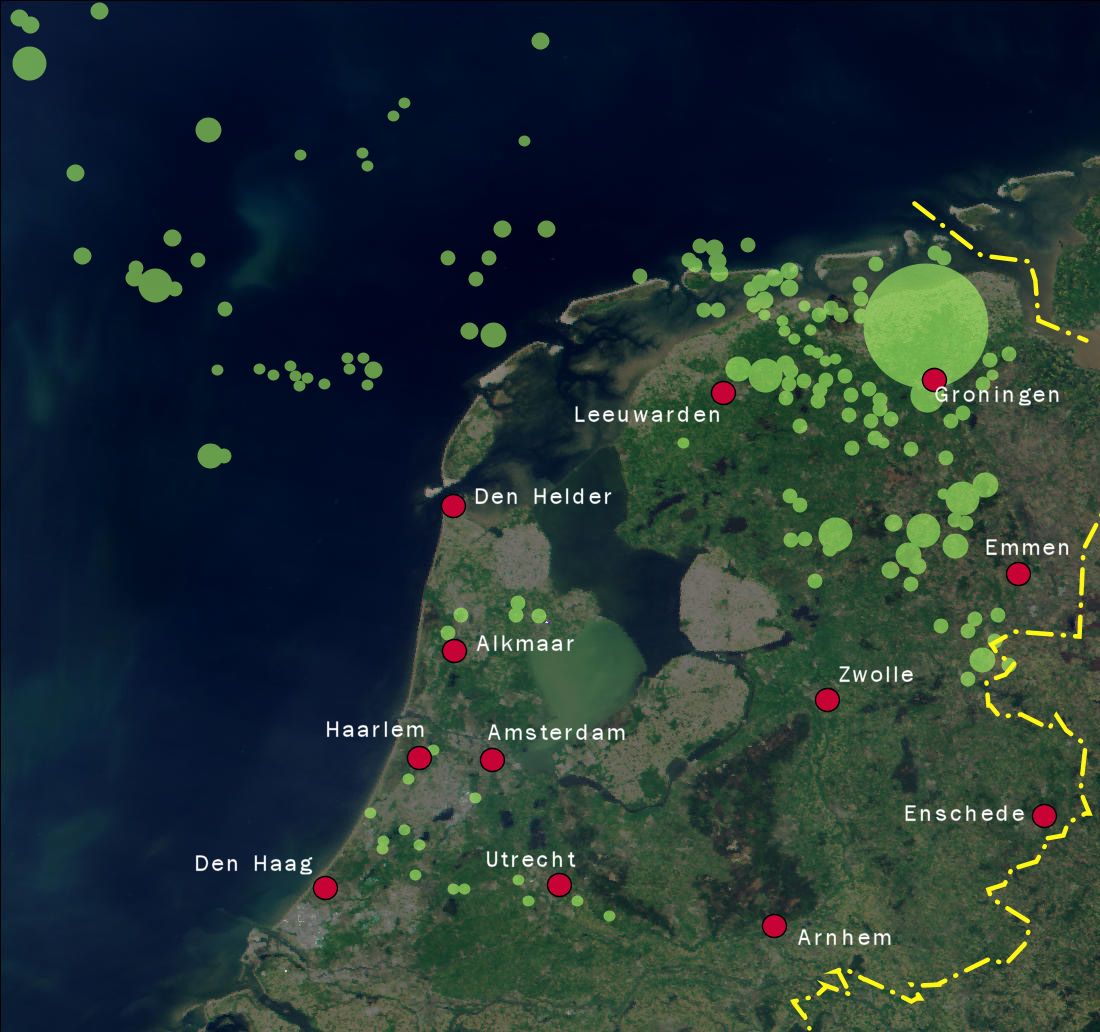
Kaart van de concessies van de NAM in Nederland

De Staat der Nederlanden, ofwel het ministerie van Economische Zaken, kan voor bepaalde gebieden een opsporingsvergunning (vroeger werd dit op het Nederlands Territoir een concessie genoemd) voor het opsporen van delfstoffen afgeven. Op het vasteland van Nederland is de NAM de grootste concessiehouder, op het continentaal plat (Nederlandse Exclusieve Economische Zone) zijn er vergunningen aan een tiental partijen uitgegeven. Nadat een vergunninghouder aardgas heeft aangetoond, kan een winningsvergunning aangevraagd worden.

## Aardgasput
Als de producent door middel van een proefboring heeft vastgesteld dat er uit een gasveld een economisch rendabele hoeveelheid gas te winnen is, worden een of meerdere productieputten geboord. Een put bestaat uit een serie buizen die naar beneden toe steeds smaller worden. Het stuk buis dat in het gasveld zit is geperforeerd. De put hoeft niet recht naar beneden te lopen: bij een gasvelddiepte van 2 tot 3 kilometer kan de boorplaats een tiental kilometer naast het veld liggen.
De bovenkant van de put heeft dubbele of zelfs drievoudige buizen, zodat eventueel weglekkend gas gedetecteerd en opgevangen kan worden. Deze buizen zitten vast aan de bovengrondse "wellhead" met daarop de zogenaamde "kerstboom", welke bestaat uit een aantal grote afsluiters en meetinstrumenten. Vanaf de put gaat het gas naar de behandelingsinstallatie. Als de installatie ver van de put ligt, kan het nodig zijn bij de put al een voorbehandeling toe te passen, zoals het afscheiden van water en zand en het injecteren van glycol, een middel om water te binden en hydraatvorming tegen te gaan. Andere manieren van hydraatpreventie zijn het gebruik van een line heater (deze warmt het gas voor koeling op) en het injecteren van methanol. Methanol wordt ook gebruikt om eventuele hydraten te verwijderen.

## Gasbehandeling
Als het gas uit de put komt, bevat het nog onbruikbare of schadelijke ongerechtigheden. Zo komen er meestal water, zand en zwaardere koolwaterstoffen mee omhoog en kan onbehandeld aardgas stikstofgas, kooldioxidegas, kwikdamp en soms ook waterstofsulfidegas bevatten (zogenaamd "zuur gas"). Bij de drukverlaging in de behandelingsinstallatie (expansie) condenseren de in het gas aanwezige hogere koolwaterstoffen in de vorm van aardgascondensaat. Dit condensaat wordt verzameld en als grondstof naar een raffinaderij vervoerd. Om de laatste restjes waterdamp eruit te halen, wordt het gas nog extra gedroogd. Ook het toegevoegde glycol wordt weer uit het gas verwijderd en hergebruikt.
Zuur gas moet naast bovenstaande nog een extra behandelingsstap ondergaan voordat het verhandeld kan worden. Dit vond onder andere plaats bij de gaszuiveringsinstallatie (GZI) van de NAM te Emmen. Het zure gas werd door een gaswasser met sulfolaan geleid waarna de hierin afgevangen zure componenten in een clausproces verder werden verwerkt. Het hieruit vrijkomende elementair zwavel werd als bijproduct verkocht. Door teruglopende gasproductie is de GZI na bijna 30 jaar dienst op 8 januari 2018 uit bedrijf genomen en inmiddels inclusief alle bijbehorende productielocaties gesloopt.
Daar het gas uit de verschillende velden een verschillende samenstelling en calorische waarde heeft, wordt het gas gemengd tot een uniforme samenstelling. Ook wordt er een geurstof als tetrahydrothiofeen of een thiol toegevoegd om gaslekkage te kunnen vaststellen. Tijdens de behandeling kan het ook nodig zijn het gas te koelen en op de gewenste druk van 80 bar van het Gasunienet te brengen. Dit laatste kan met een reduceerklep als de putten meer druk leveren, bij lagere putdrukken is een compressor nodig. Omdat de druk in het Groninger gasveld (aanvankelijk zo'n 350 bar en in 2018 nog zo'n 70 bar) door de winning van aardgas afneemt, wordt een compressor vaak later pas bijgeplaatst. Het bijplaatsen van compressoren werd voor het Groningse gasveld in opdracht van de NAM uitgevoerd onder de naam "Groningen Long Term" (GLT). Op de productielocatie Zuiderpolder werd in 2009 de laatste compressor bijgeplaatst. Daarmee zijn op alle 19 locaties compressoren geplaatst. Inmiddels worden er plannen uitgewerkt voor de plaatsing van een tweede compressor. De compressoren worden niet gebruikt om de druk op het gasveld in stand te houden, maar zijn met name bedoeld om voldoende druk te houden voor het reinigen en drogen van het gas in de behandelingsinstallatie.
Bij aardgaswinning en -behandeling kunnen schadelijke stoffen vrijkomen. Op de meeste locaties is sprake van verontreiniging van grond en grondwater met aromatische koolwaterstoffen als benzeen, tolueen, ethylbenzeen, xyleen (BTEX), minerale olie. Deze gevallen van bodemverontreiniging zijn of worden door middel van "Isoleren, Beheersen en Controleren" (IBC-variant) gesaneerd.

## Gasvoorraad en productie
Voor de gasreserves zijn er internationale afspraken gemaakt met betrekking tot het meten van de kubieke meters. In Nederland zijn drie eenheden in gebruik, namelijk:
- Standaard m3 (Sm3): Aardgasreserves worden weergegeven in m3 bij een druk van 101,325 kPa (of 1,01325 bar) en 15 °C. Deze kubieke meter wordt als Standaard m3 omschreven in norm met nummer 5024-1976(E) van de Internationale Organisatie voor Standaardisatie (ISO);
- Normaal m3 (Nm3): Idem bij een druk van 101,325 kPa (of 1,01325 bar) en 0 °C. Deze kubieke meter wordt als Normaal m3 omschreven in norm met nummer 5024-1976(E) van de Internationale Organisatie voor Standaardisatie (ISO);
- Gronings-aardgasequivalent (Geq): Om te kunnen rekenen met volumes aardgas van verschillende kwaliteit worden deze herleid tot een Gronings-aardgasequivalent. Op basis van het verschil in verbrandingswarmte van de diverse gaskwaliteiten wordt deze omgerekend tot een (fictief) volume van Groningen kwaliteit (dat is 35,17 megajoule (MJ) per m3 van 0 °C en 101,325 kPa, of 1,01325 bar). Bijvoorbeeld: Eén Nm3 gas met een verbrandingswaarde van 36,5 MJ is 36,5/35,17 is 1,0378 Nm3 Geq.

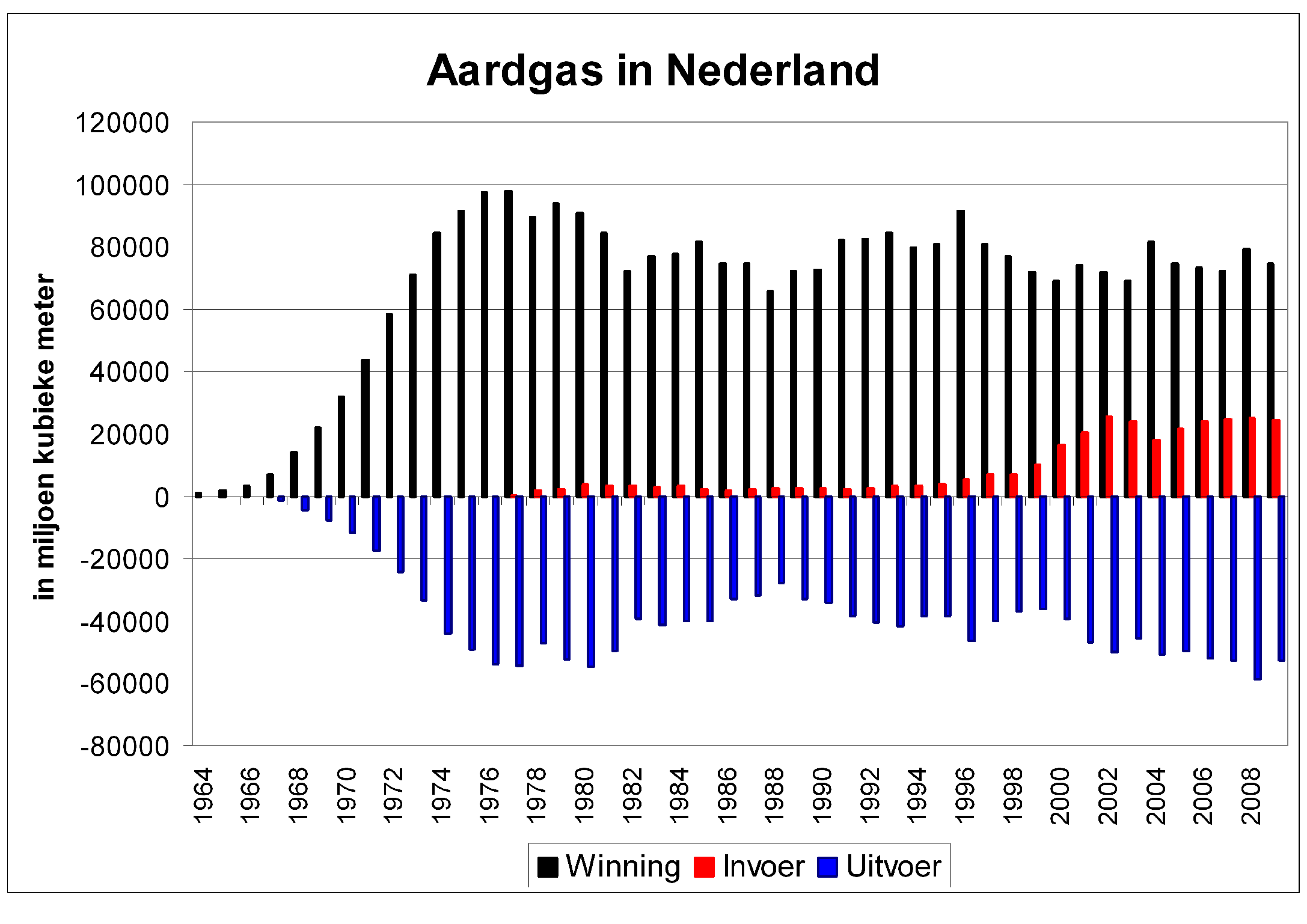
Nederlandse aardgaswinning, export en import vanaf 1964, bron: CBS Statline

Volgens ramingen van het Ministerie van Economische Zaken bedraagt de totale Nederlandse gasvoorraad 1230 miljard Standaard m3 per 1 januari 2012. Veruit het grootste deel, ofwel 900 miljard Sm3, is in het Groningenveld. De kleine velden op het Nederlands territoir bevatten 168 miljard Sm3 en die op het Nederlandse deel van het continentaal plat nog eens 162 miljard Sm3. Deze getallen worden jaarlijks aangepast aan de hand van de productiegegevens, nieuwe gasvondsten en aanpassingen van ramingen als gevolg van verbeterde productietechnieken, de prijsontwikkelingen van aardgas en ten slotte de ontwikkeling van de veldkarakteristieken.
In 2011 werd 78,6 miljard Standaard m3 gas geproduceerd uit Nederlandse velden. Circa 49,4 miljard Sm3 kwam uit het Groningenveld, 9,6 miljard Sm3 uit kleine velden op het land en 19,6 uit kleine velden op het Nederlandse deel van het continentaal plaat. De totale productie in 2011 was 8,6% lager dan in 2010.
Op 8 januari 2012 werd bekendgemaakt dat een nieuwe gasvondst was gedaan in Dongeradeel, in het noordoosten van Friesland. Volgens de NAM ging het hierbij om de grootste vondst sinds 1995: een totaal van 4 miljard Sm3.

## Distributie
De distributeur, in Nederland de Gasunie en in België Fluxys, neemt het schone gas in via meervoudig uitgevoerde geijkte debietmeters, zodat bekend is hoeveel gas de producent geleverd heeft. Vanaf het landelijke distributienet wordt het gas weer doorverkocht aan grootverbruikers, energiebedrijven of naar het buitenland geëxporteerd. De energiebedrijven hebben eigen distributienetten waarin verschillende drukken gebruikt worden. De gebruiksdruk voor de huishoudelijke verbruiker is uiteindelijk maar zo'n 30 mbar.

## Tijdelijke opslag
Om de winterpiek van de aardgasvraag op te vangen wordt er van april tot oktober gas opgeslagen in oude gasvelden: Grijpskerk (hoogcalorisch gas) en Langelo bij Norg (Slochterengas). In de winter kan van deze opgeslagen voorraad gebruikgemaakt worden.  Vroeger, toen het Slochterenveld nog een druk had van meer dan 250 bar, kon dit veld probleemloos aan de wintervraag voldoen. Vanaf 1997 zijn bij het Slochterenveld al compressoren geïnstalleerd. Toen in 2018 de druk was gezakt tot 70 bar, waren de opslaglocaties nodig om ook aan de wintervraag te voldoen. De meeste kleine aardgasvelden leveren een constante productie.

## Verstroming
Op plekken waar het te duur is om het gas dat gewonnen wordt uit een put naar het gasnet te brengen, wordt gas 'verstroomd'. Ter plekke wordt het gas in een gasturbine verbrand. De elektriciteit wordt direct aan het net geleverd. Een tweede mogelijkheid is om deze verstroming te combineren met het leveren van CO2 en warmte aan tuinbouwers.

## Aardgasbaten
De Staat der Nederlanden is voor 50% eigenaar van GasTerra en profiteert derhalve ook van de aardgasbaten. Via belasting en andere deelnemingsconstructies heeft de staat echter nog meer inkomsten, in totaal zo'n 65%. Vanaf begin jaren 70 tot 2015 is er landelijk jaarlijks ongeveer 70 à 80 miljard m3 geproduceerd in Nederland, met een piek rond 1976 en 1977 van meer dan 100 miljard m3, vrijwel uitsluitend uit het Slochterenveld afkomstig, na 1980 voor meer dan 30% uit andere velden (offshore en onshore).
De jaren na 2016 kenmerken zich door een reductie van de aardgasproductie tot jaarlijks minder dan 50 miljard m3, door de verlaging van de Slochterenproductie, die nodig is ter voorkoming van aardbevingsschade en een gelijktijdige daling van de aardgasprijs.
De aardgasprijzen halveerden in 2016 ten opzichte van 2013, wat samen met de afgenomen gasproductie leidde to een forse daling in inkomsten.
Begin jaren 80 waren de aardgasopbrengsten meer dan € 10 miljard, en meer dan 10% van het totale overheidsbudget. In 2016 was dit gezakt tot minder dan € 2,4 miljard, respectievelijk 0,8 %. De totale gasopbrengsten tot 2013 zijn meer dan € 265 miljard voor de Staat.

## Bodemdaling en aardbevingen
Als gevolg van de winning van gas kan bodemdaling optreden, wat weer aardbevingen tot gevolg heeft. Tot 1986 werden er in Noord-Nederland geen aardbevingen waargenomen. De eerste aardbeving vond plaats bij Assen op 26 december 1986; dit zou veroorzaakt zijn door aardgasveld Eleveld. Sindsdien zijn er door het KNMI in dit gebied een paar honderd aardbevingen geregistreerd met een maximale magnitude van 3,5. 2013 was het zwaarste jaar met 133 aardbevingen van 1,5 of hoger, waarvan 119 in de provincie Groningen. De aardbevingen in Noord-Nederland worden veroorzaakt door de gaswinning. Dit worden geïnduceerde bevingen genoemd. Een typisch kenmerk van door gaswinning veroorzaakte aardbevingen is de ondiepe ligging van het hypocentrum op ongeveer 3 kilometer beneden het maaiveld.
Een aardbeving op 16 augustus 2012 bij Huizinge in de Groningse gemeente Loppersum had een magnitude van 3,6, de sterkste ooit gemeten in Noord-Nederland. In het Groningenveld was inmiddels een toename van het aantal bevingen te zien. Dit leek een samenhang te hebben met de toegenomen gasproductie. Op basis van de statistiek bleek het echter niet mogelijk om de maximaal mogelijke magnitude voor aardbevingen in het Groningenveld te schatten. Verder onderzoek was nodig met behulp van geologische data en geomechanische modellen. In januari 2013 gaf het KNMI aan dat, als er een vergelijking zou worden gemaakt met gas- en olievelden elders in de wereld, de maximale sterkte van deze bevingen dan zou kunnen variëren tussen 4,2 en 4,8 ('gemiddeld'). In april 2013 gaf NAM-directeur Bart van de Leemput echter aan dat niet uitgesloten was dat er in de toekomst ook bevingen met een magnitude van meer dan 5 ('vrij krachtig') zouden kunnen plaatsvinden in het gebied, wat instortingsgevaar met zich mee zou kunnen brengen.